# 笹寿司 (長野・新潟)

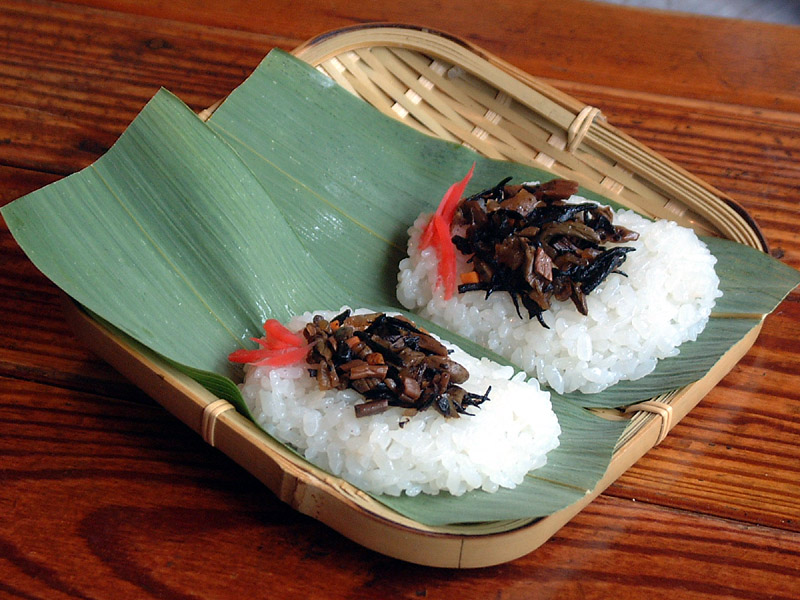
笹寿司（具材を乗せたもの）

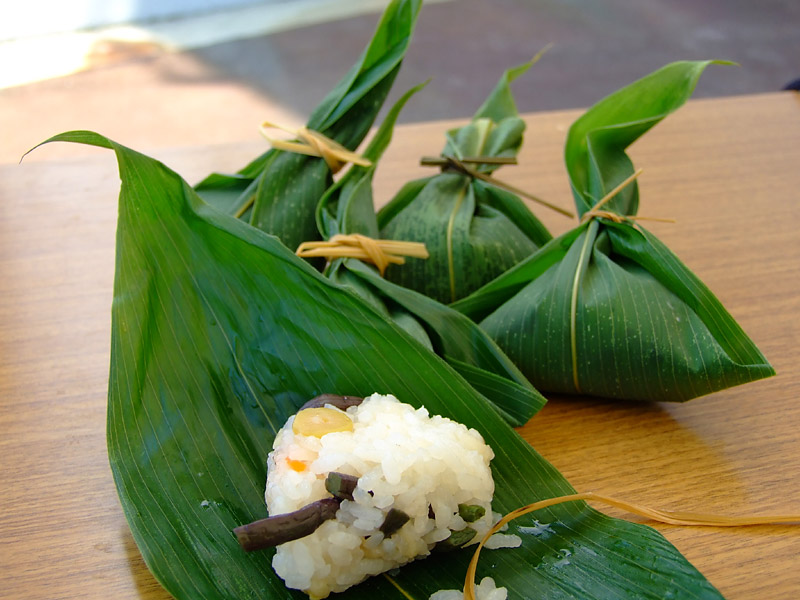
笹寿司（具材を混ぜたもの）

笹寿司（ささずし）とは、クマザサの葉の上にひと口大にした寿司飯を盛り、具材や薬味を乗せた寿司。新潟県ならびに長野県北信地方の郷土料理ともなっており、農山漁村の郷土料理百選に選定されている。

## 概要
具材は、ワラビ・タケノコ・水に戻した干しゼンマイなどの山菜のほか、クルミ・ニンジン・ヒジキ・油揚げなどを使う。薬味として、紅しょうがを添えることが多い。具材は、地域・家庭によって異なり、サケのそぼろや錦糸卵などをのせる地域があるなど、郷土色を感じさせる料理になっている。
上杉謙信が川中島の戦いで富倉峠を越えた際に献上されたとの言い伝えがあり「謙信笹ずし」ともいう。また一説には、上杉軍が川中島の戦いの際に笹にご飯を包んで携行していたとする説もある。妙高市、上越市などの上越地方では笹の葉を箕の形に折って作り、箕寿司と呼ぶ地域もある。
新潟県糸魚川市では、毎年7月7日を「糸魚川・七夕は笹ずしの日」として制定し、笹ずしに代表される糸魚川の郷土料理に親しんでもらおうと活動を行っている。糸魚川市内でも市内各地、各家庭により具や作り方は様々でそれぞれの特長を楽しめる。